# María Carmen Riolobos Regadera
María Carmen Riolobos Regadera es una política española. En la actualidad, es senadora del Reino de España electa, por la provincia de Toledo. Ha ejercido, también, como parlamentaria en el Congreso de los Diputados durante la XIII y XIV legislatura de las Cortes Generales. 
Durante la XIV legislatura ha presentado más de 7.000 iniciativas y cerca de 200 intervenciones.   

## Trayectoria
Residente en Talavera de la Reina (Toledo), ha ejercido numerosos cargos de responsabilidad a lo largo de su trayectoria política a nivel regional y nacional. Además ha sido representante en el Senado en la IX, X, XI y XII y XV legislaturas por la provincia de Toledo; y parlamentaria en el Congreso de los Diputados durante la XIII y XIV legislaturas.
- Legislatura XIV (03/12/2019-30/05/2023): Diputada Nacional. Portavoz Comisión de Sanidad y Consumo; portavoz adjunta Comisión de Seguimiento y Evaluación de los Acuerdos del Pacto de Toledo; Vocal Comisión de seguimiento y evaluación de los Acuerdos del Pacto de Estado en materia de Violencia de Género; y vocal Comisión Mixta de Control Parlamentario de la Corporación RTVE y sus Sociedades.

PONENTE. Ponencia del Proyecto de Ley de protección de los consumidores y usuarios frente a situaciones de vulnerabilidad social y económica.
PONENTE. Ponencia del Proyecto de Ley por la que se modifica la Ley 13/2011, de 27 de mayo, de regulación del juego. 
PONENTE. Ponencia  del Proyecto de Ley por la que se regulan los servicios de atención a la clientela. 
- Legislatura XIII ( 21/05/2019-24/09/2019): Diputada Nacional. Vocal de las comisiones de Defensa; Hacienda; y Sanidad, Consumo y Bienestar Social. Además ha sido portavoz de la Comisión de Sanidad, Consumo y Bienestar Social y portavoz adjunta de la Comisión para las Políticas Integrales de la Discapacidad.

- Legislatura XII (19/07/2016- 05/03/2019: Portavoz de Consumo en la Comisión de Sanidad y Servicios Sociales; vocal de la Comisión de Defensa; vocal en la Comisión de Investigación sobre la Financiación de los Partidos Políticos; vocal de la Comisión Mixta de Control Parlamentario de la Corporación RTVE y sus Sociedades.

PONENTE. Proyecto de Ley por la que se incorpora al ordenamiento jurídico español la Directiva 2013/11/UE, del Parlamento Europeo y del Consejo, de 21 de mayo de 2013, relativa a la resolución alternativa de litigios en materia de consumo. (621/000005)
- Legislatura XI (13/01/2016-03/05/2016): Portavoz de Consumo en la Comisión de Sanidad y Servicios Sociales y vocal de la Comisión de Defensa.

- Legislatura X (13/12/2011-13/01/2016): Portavoz de Consumo en la Comisión de Sanidad y Servicios Sociales; vocal de la Comisión de Defensa; vocal de la Comisión General de las Comunidades Autónomas; vocal de la Comisión Mixta de Control Parlamentario de la Corporación RTVE y sus Sociedades.

PONENTE. Propuesta de reforma del Estatuto de Autonomía de Castilla-La Mancha. (605/000002)
PONENTE. Proyecto de Ley por la que se modifica el texto refundido de la Ley General para la Defensa de los Consumidores y Usuarios y otras leyes complementarias, aprobado por el Real Decreto Legislativo 1/2007, de 16 de noviembre. (621/000065)
- Legislatura IX (01/04/2008-13/12/2011): Portavoz de Consumo en la Comisión de Sanidad, Política Social y Consumo; vocal de la Comisión Mixta de Control Parlamentario de la Corporación RTVE y sus Sociedades; y vocal Comisión Especial de Estudio Sobre las Nuevas Formas de Exclusión Social como Consecuencia del Fuerte Incremento del Desempleo.

PONENTE. Proyecto de Ley de Seguridad Alimentaria y Nutrición. (621/000094)
PONENTE. Proyecto de Ley por la que se modifica el régimen legal de la competencia desleal y de la publicidad para la mejora de la protección de los consumidores y usuarios. (621/000031)
PONENTE. Proyecto de Ley por la que se regula la contratación con los consumidores de préstamos o créditos hipotecarios y de servicios de intermediación para la celebración de contratos de préstamo o crédito. (621/000008)
PONENTE. Proposición de Ley por la que se modifica la Ley 28/2005, de 26 de diciembre, de medidas sanitarias frente al tabaquismo y reguladora de la venta, el suministro, el consumo y la publicidad de los productos del tabaco. (624/000010)
| Período                     | Cargo             | Responsabilidades |
| --------------------------- | ----------------- | --- |
| XV Legislatura              | Senadora electa   | |
| XIV Legislatura             | Diputada Nacional | Portavoz Comisión de Sanidad y Consumo; portavoz adjunta Comisión de Seguimiento y Evaluación de los Acuerdos del Pacto de Toledo; vocal Comisión de seguimiento y evaluación de los Acuerdos del Pacto de Estado en materia de Violencia de Género; vocal Comisión Mixta de Control Parlamentario de la Corporación RTVE y sus Sociedades. |
| XIII Legislatura            | Diputada nacional | Vocal de las comisiones de Defensa; Hacienda; y Sanidad, Consumo y Bienestar Social. Portavoz de la Comisión de Sanidad, Consumo y Bienestar Social y portavoz adjunta de la Comisión para las Políticas Integrales de la Discapacidad. |
| XII Legislatura (2016-2019) | Senadora electa   | Portavoz de Consumo en la Comisión de Sanidad y Servicios Sociales; vocal de las comisiones de Defensa; Investigación sobre la Financiación de los Partidos Políticos; y de la Mixta de Control Parlamentario de la Corporación RTVE y sus Sociedades                                                                                       |
| XI Legislatura (2015-2016)  | Senadora electa   | Portavoz de Consumo en la Comisión de Sanidad y Servicios Sociales y vocal de la Comisión de Defensa. |
| X Legislatura (2011-2015)   | Senadora electa   | Portavoz de Consumo en la Comisión de Sanidad y Servicios Sociales; vocal de la Comisión de Defensa; vocal de la Comisión General de las Comunidades Autónomas; vocal de la Comiisón Mixta de Control Parlamentario de la Corporación RTVE y sus Sociedades.                                                                                |
| IX Legislatura (2008-2011)  | Senadora electa   | Portavoz de Consumo en la Comisión de Sanidad, Política Social y Consumo; vocal de la Comisión Mixta de Control Parlamentario de la Corporación RTVE y sus Sociedades; y vocal Comisión Especial de Estudio Sobre las Nuevas Formas de Exclusión Social como Consecuencia del Fuerte Incremento del Desempleo.                              |

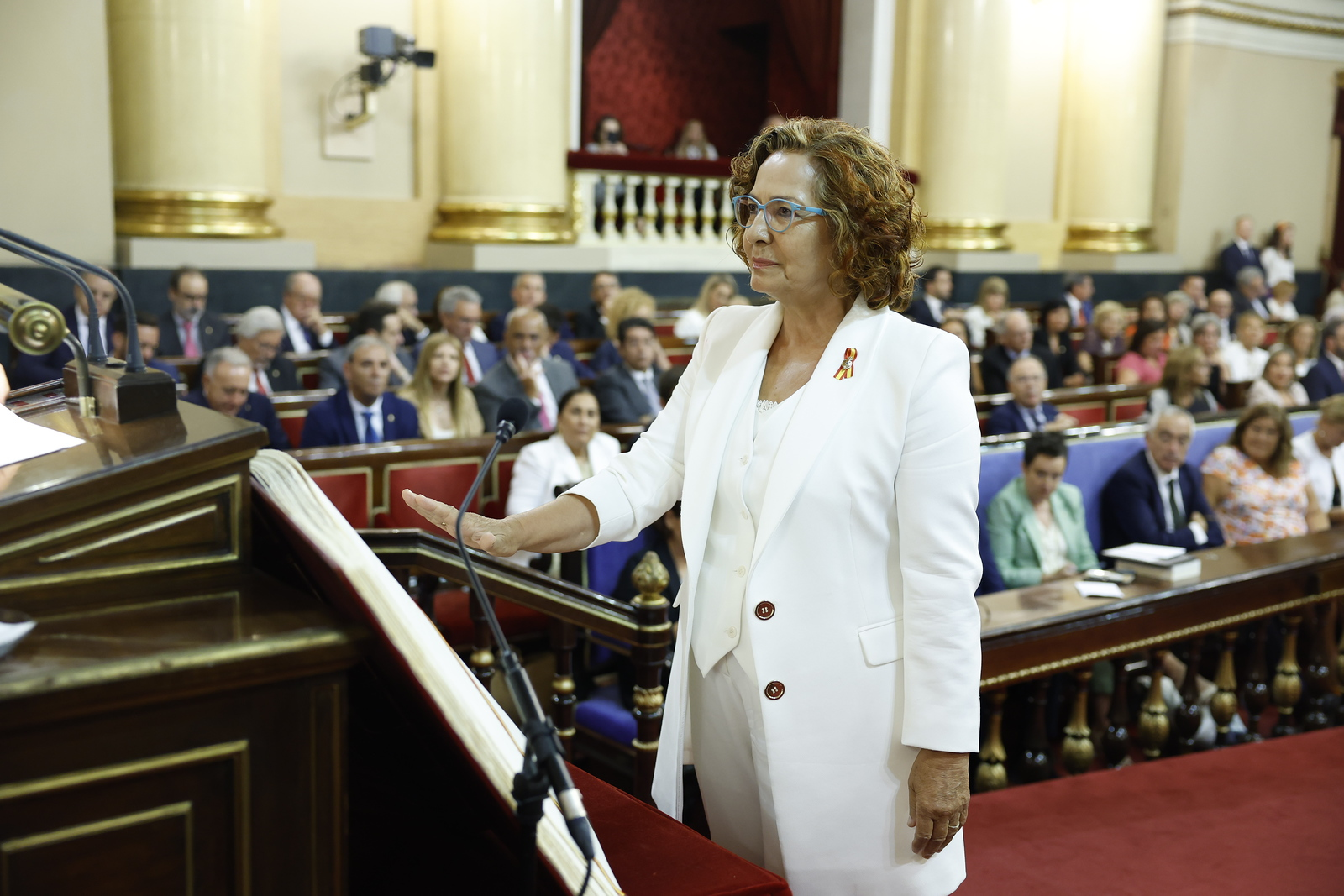
Riolobos jurando la Constitución en el Senado en 2023

Además ha formado parte del Consejo de Dirección de GPP y suplente de la Diputación Permanente del Senado en cuatro legislaturas, como representante en la Cámara Alta. 

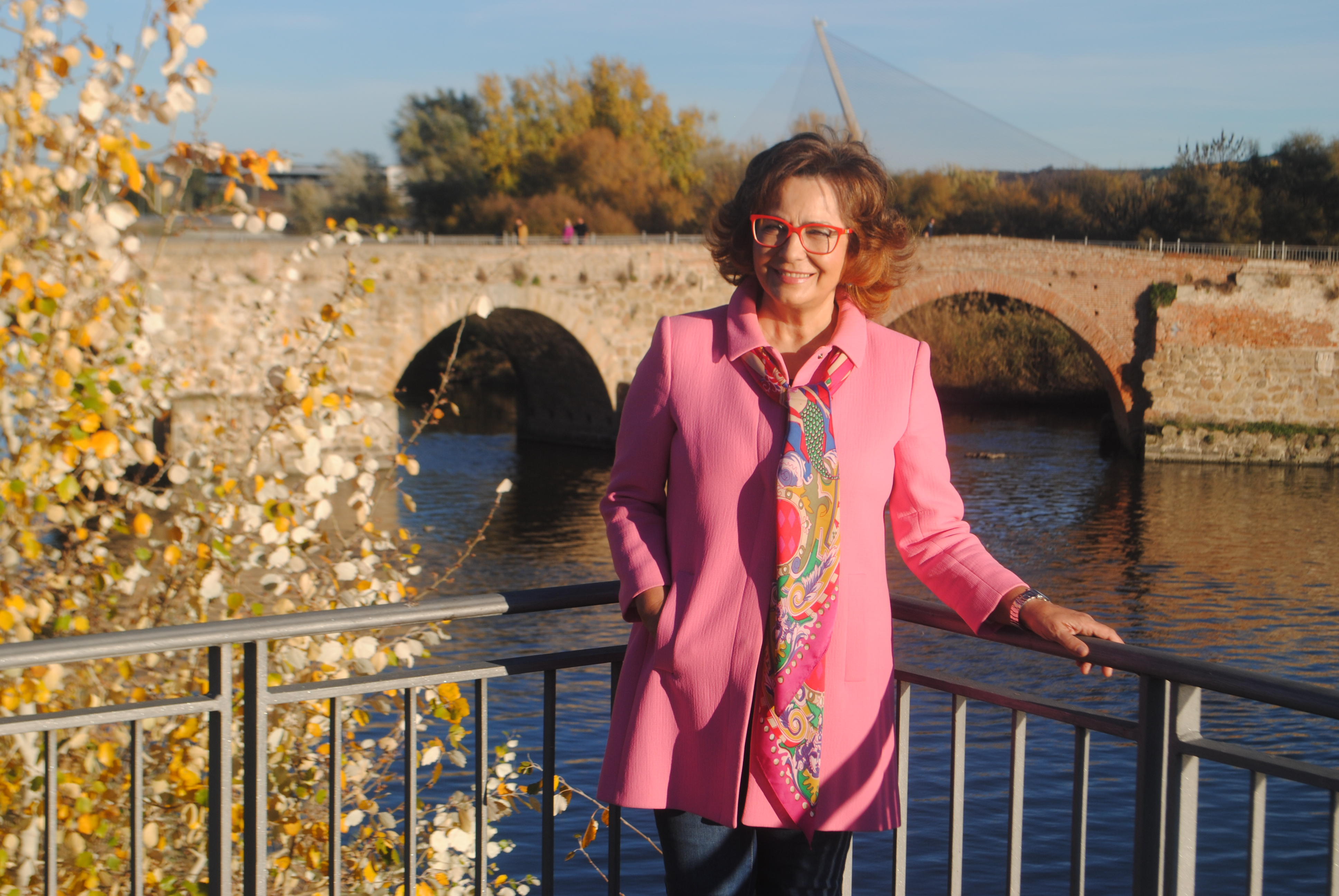
Riolobos ha desarrollado una buena parte de su actividad política en Talavera de la Reina, su ciudad.

En política regional, Riolobos ha sido diputada regional en las Cortes de Castilla-La Mancha, a lo largo de varias legislaturas. 

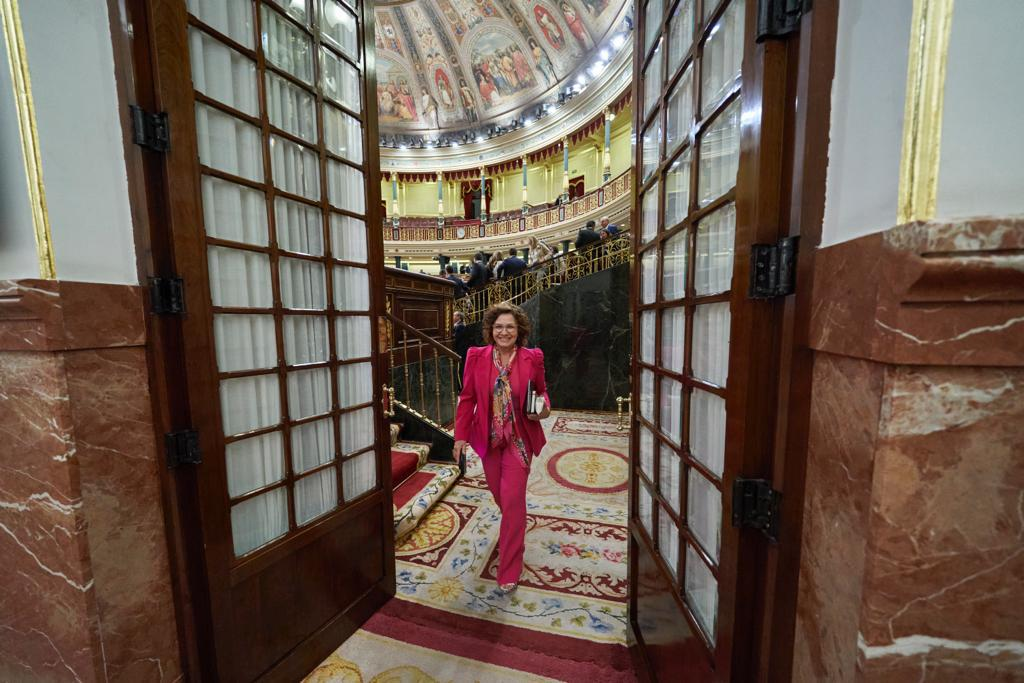
La parlamentaria Carmen Riolobos en el Congreso

- Legislatura 2011-2015: Portavoz del Grupo Parlamentario Popular en las Cortes de Castilla-La Mancha (2011), presidenta del Consejo Asesor de RTVE en Castilla-La Mancha y presidenta del Consejo Asesor de la TV autonómica.

- Legislatura 2007-2011: Diputada Regional (2007-2008) en las Cortes de Castilla-La Mancha. portavoz de la Comisión de Control de la Radio y Televisión de Castilla-La Mancha y vicepresidenta de la Comisión de Agricultura. También fue vicepresidenta del Consejo Asesor de RTVE en Castilla-La Mancha y vicepresidenta del Consejo Asesor de la TV autonómica.
- Legislatura 1999-2003: Diputada en las Cortes de Castilla-La Mancha, portavoz adjunta del Grupo Parlamentario Popular y Portavoz de Sanidad. Entre sus responsabilidades se encuentra la de ser vocal del Consejo Asesor del de la Radio y Televisión Pública de Castilla-La Mancha.

En ámbito local, Carmen Riolobos ha ejercido como concejal en el Ayuntamiento de Talavera de la Reina, donde ha ocupado diferentes cargos de responsabilidad:
- Legislatura 2003-2007: Concejal del Ayuntamiento de Talavera de la Reina y presidenta-portavoz del Grupo Municipal Popular, además de miembro de la Federación de Municipios y Provincias de Castilla-La Mancha.
- Legislatura 1995-1999: portavoz municipal, teniente de Alcalde del Ayuntamiento de Talavera de la Reina y concejal delegada de Medio Ambiente. Fue vocal del Consejo Nacional del Agua, cuando se aprobó el Plan Hidrológico Nacional. Además, fue vocal del Consejo Regional de Medio Ambiente, vocal del Consejo de la Cuenca del Tajo, y presidenta del Consejo Local de Medio Ambiente y miembro de la comisión de Medio Ambiente de la Federación de Municipios y Provincias de Castilla-La Mancha.

## Ámbito Político
Carmen Riolobos ejerció como vicesecretaria de Comunicación del Partido Popular de Castilla-La Mancha, en la etapa de María Dolores de Cospedal. En las Elecciones de junio de 2016, encabezó la lista del Partido Popular al Senado por la provincia de Toledo. Desde 2000 es vocal del Comité Ejecutivo Provincial del Partido Popular de Toledo y desde 2008 vocal de la Junta Directiva Nacional del Partido Popular. También ha sido la portavoz regional del Partido Popular y forma parte del Comité Ejecutivo Regional desde 2003.
También ha sido presidenta del PP de Talavera de la Reina entre 2000 y 2006.

## Ámbito Profesional
Licenciada en Ciencias Biológicas y diplomada en Sanidad, Carmen Riolobos es especialista en Salud Ambiental e Higiene de los Alimentos. Ha ejercido como funcionario de carrera de la Administración Civil del Estado, trasferida a la Comunidad Autónoma de Castilla-La Mancha y jefe de Servicio de Salud Ambiental e Higiene de los Alimentos en el Instituto de Ciencias de la Salud, en Servicios Especiales, desde 1999. Carmen Riolobos cuenta con más de veinte años de ejercicio profesional desde 1978 hasta 1999 y cuenta con una extensa labor docente e investigadora en los campos de la salud ambiental y de higiene de los alimentos. Además ha dirigido y coordinado numerosos cursos de posgrado para diferentes administraciones públicas y organizaciones profesionales. También ha sido conferenciante y ponente en diferentes congresos. 
Fue cofundadora y presidenta de la Sociedad Española de Sanidad Ambiental, de la que actualmente es presidenta de honor.
Durante diversas etapas, ha sido miembro del Consejo Nacional del agua (1995-1999) y del Consejo de la Cuenca del río Tajo. También ha sido vocal del Consejo de Medio Ambiente de Castilla-La Mancha (1995-1999) y del Consejo Local de Medio Ambiente de Talavera de la Reina (1995-1999).
Es coautora del libro Análisis de aguas de consumo público y cuenta con numerosas publicaciones relacionadas con la salud y el medio ambiente. Colaboró como Experto Tecnológico y Educativo del Ministerio de Educación en el diseño del Módulo de Formación Profesional "Especialista en Salud Ambiental". 
Miembro de tres sociedades científicas: Sociedad Española de Sanidad Ambiental; Sociedad Española de Epidemiología; y sociedad Española de Salud Pública y Administración Sanitaria.[cita requerida]
Carmen Riolobos está, además, en posesión del Curso de Defensa Nacional, que tiene el carácter de curso de Altos Estudios de la Defensa Nacional, de acuerdo con lo dispuesto en el Real Decreto 339/2015, de 30 de abril, por el que se ordenan las enseñanzas de perfeccionamiento y de Altos Estudios de la Defensa Nacional. Esta certificación se imparte en el Centro Superior de Estudios de la Defensa Nacional. 